# نصرالدین درید
نصرالدین درید (انگلیسی: Nacerdine Drid؛ زادهٔ ۲۲ ژانویهٔ ۱۹۵۷) یک بازیکن فوتبال اهل الجزایر است.
از باشگاه‌هایی که در آن بازی کرده‌است می‌توان به اتحاد الحراش، مولودیه وهران و الرجا اشاره کرد. وی عضو تیم ملی فوتبال الجزایر در جام جهانی فوتبال ۱۹۸۶ بوده است.